# Chiesa di San Bernardo (Prato Sesia)
La chiesa di San Bernardo è la parrocchiale di Prato Sesia, in provincia e diocesi di Novara; fa parte dell'unità pastorale di Romagnano Sesia.

## Storia
Le prime attestazioni che certificano la presenza di una cappella romanica a Prato Sesia risalgono al XIV secolo; la comunità pratese si costituì in parrocchia autonoma probabilmente nel Quattrocento.
La chiesa fu interessata a più riprese da un intervento di rifacimento tra i secoli XVII e XVIII; in quell'occasione, nel 1724 fu eretto il campanile e nel 1735 si provvide a rimuovere dall'interno i vecchi pilastri e a erigere al loro posto delle nuove colonne.

## Descrizione

### Facciata
La facciata a capanna della chiesa, rivolta a sudovest e progettata da Ercole Marietti, è scandita da lesene e da cornici e presenta al centro il portale maggiore architravato e una lapide recante la scritta "DOM / et S. BERNARDO a MENTHONE / REPARATA ANNO 2001 / PUBLICO SUMPTU", mentre ai lati si aprono i due ingressi laterali timpanati ed altrettante finestre; la parte centrale è coronata dal frontone triangolare dentellato, sopra il quale è collocata una statua, e quelle laterali da balaustre.
Annesso alla parrocchiale è il campanile a base quadrata, suddiviso in più registri da cornici marcapiano; la cella presenta su ogni lato una bifora ed è coperta dal tetto a otto falde poggiante sul tamburo. 

### Interno
L'interno dell'edificio è suddiviso in tre navate da colonne tuscaniche, sorreggenti archi a tutto sesto, sopra i quali corre la trabeazione modanata, su cui si imposta la volta; al termine dell'aula si sviluppa il presbiterio, a sua volta chiuso dall'abside semicircolare.
Qui sono conservate diverse opere di pregio, tra le quali la tela con soggetto la Madonna del Rosario con San Domenico, eseguita da Giacinto Gimignani nel XVII secolo, gli affreschi ritraenti scene della vita di Gesù e l'Assunzione di Maria, dipinti da Tarquinio Grassi rispettivamente nel 1713 e nel 1718, la tavola della Natività, dipinta tra il 1590 e il 1592 da Petrus Renulphus, l'altare maggiore, costruito nel 1755, e gli stucchi realizzati nel XVIII secolo da Giovanni Battista Negri.